# Slivova (Pristina)
Slivova  (albanisch auch Slivovë, serbisch Сливово Slivovo) ist ein kosovarisches Dorf, das in der Gemeinde Pristina liegt.

## Geographie
Das Dorf liegt in einer bewaldeten Region rund 15 Kilometer östlich von Pristina oberhalb der Nationalstraße M-25.2, die Pristina mit Gjilan verbindet. Etwa fünf Kilometer westlich von Slivova befindet sich der Badovac-See. 
Zwei Kilometer südöstlich des Dorfes erhebt sich der Berg Velji rid (1034 m. i. J.). Östlich des Dorfes verläuft die Krileva.
Benachbarte Ortschaften sind im Norden Mramor, im Südosten Novo Brdo und im Südwesten Gračanica.

## Geschichte
In Slivova befindet sich eine archäologische Stätte Kulina mit mittelalterlichen Resten. Sie ist ein Kulturdenkmal im Kosovo.

## Name
Bis zum Jahr 1999 war das Dorf auch unter dem Namen Slivova-Mukata beziehungsweise Slivovë-Mukatë bekannt.

## Bevölkerung

### Ethnien
Bei der Volkszählung 2011 wurden für Slivova 257 Einwohner erfasst. Davon bezeichneten sich 229 als Albaner (89,1 %) und 28 als Serben (10,9 %).
| Volkszählung | 1948 | 1953 | 1961 | 1971 | 1981 | 1991 | 2011 |
| ------------ | ---- | ---- | ---- | ---- | ---- | ---- | ---- |
| Einwohner    | 317  | 359  | 354  | 436  | 461  | 502  | 257  |

### Religion
2011 bekannten sich von den 257 Einwohnern 201 zum Islam, 28 Personen deklarierten sich als orthodoxe Christen und 28 als Katholiken.